# Allotropa convexifrons
Allotropa convexifrons är en stekelart som beskrevs av Muesebeck 1943. Allotropa convexifrons ingår i släktet Allotropa och familjen gallmyggesteklar. Inga underarter finns listade i Catalogue of Life.